# Leuctra tunisica
Leuctra tunisica är en bäcksländeart som beskrevs av Isabel Pardo och Peter Zwick 1993. Leuctra tunisica ingår i släktet Leuctra och familjen smalbäcksländor. Inga underarter finns listade i Catalogue of Life.